# 18498 Cesaro
18498 Cesaro este un asteroid din centura principală de asteroizi.

## Descriere
18498 Cesaro este un asteroid din centura principală de asteroizi. A fost descoperit pe 22 iunie 1996 la Prescott (Arizona) de Paul G. Comba. El prezintă o orbită caracterizată de o semiaxă mare de 2,27 ua, o excentricitate de 0,15 și o înclinație de 5,9° în raport cu ecliptica.